# Conseiller information juridique administratif et social
 (décembre 2023).
 (janvier 2025).
 (décembre 2023).
La mise en forme du texte ne suit pas les recommandations de Wikipédia : il faut le « wikifier ».
Les points d'amélioration suivants sont les cas les plus fréquents :
- Les titres sont pré-formatés par le logiciel. Ils ne sont ni en capitales, ni en gras.
- Le texte ne doit pas être écrit en capitales (les noms de famille non plus), ni en gras, ni en italique, ni en « petit »…
- Le gras n'est utilisé que pour surligner le titre de l'article dans l'introduction, une seule fois.
- L'italique est rarement utilisé : mots en langue étrangère, titres d'œuvres, noms de bateaux, etc.
- Les citations ne sont pas en italique mais en corps de texte normal. Elles sont entourées par des guillemets français : « et ».
- Les listes à puces sont à éviter, des paragraphes rédigés étant largement préférés. Les tableaux sont à réserver à la présentation de données structurées (résultats, etc.).
- Les appels de note de bas de page (petits chiffres en exposant, introduits par l'outil «  Source ») sont à placer entre la fin de phrase et le point final[comme ça].
- Les liens internes (vers d'autres articles de Wikipédia) sont à choisir avec parcimonie. Créez des liens vers des articles approfondissant le sujet. Les termes génériques sans rapport avec le sujet sont à éviter, ainsi que les répétitions de liens vers un même terme.
- Les liens externes sont à placer uniquement dans une section « Liens externes », à la fin de l'article. Ces liens sont à choisir avec parcimonie suivant les règles définies. Si un lien sert de source à l'article, son insertion dans le texte est à faire par les notes de bas de page.
- La présentation des références doit suivre les conventions bibliographiques. Il est recommandé d'utiliser les modèles {{Ouvrage}}, {{Chapitre}}, {{Article}}, {{Lien web}} et/ou {{Bibliographie}}. Le mode d'édition visuel peut mettre en forme automatiquement les références.
- Insérer une infobox (cadre d'informations à droite) n'est pas obligatoire pour parachever la mise en page.

Pour une aide détaillée, merci de consulter Aide:Wikification.
Si vous pensez que ces points ont été résolus, vous pouvez retirer ce bandeau et améliorer la mise en forme d'un autre article.
Le conseiller information juridique administrative et sociale (C.I.J.A.S.) est un officier de l'armée de Terre française, affecté en régiment, chargé du conseil au commandement et du conseil de droit privé. 
Chaque formation de l’armée de Terre comptait jusqu'à la fin de la conscription en 2001 un officier juriste appelé le « CIJAS » sélectionné en raison de ses diplômes afin d’aider les soldats dans leurs démarches personnelles. Les titulaires de cette fonction étaient des aspirants du contingent diplômé en droit. Ils étaient de véritables conseillers juridiques au sein des unités.

## Fonctions
Conformément au traité toutes armes (TTA) 150 en son point 22623 (page 76), alors en vigueur, définissant le rôle des officiers servant au sein des cellules d'information juridique administrative et sociale (CIJAS), ces derniers étaient chargées :
- d’informer le personnel militaire et civil et de lui faciliter l’accès aux informations juridiques, administratives et sociales ;
- de le  conseiller  lorsqu’il  rencontre  des  difficultés  dans  ces domaines ;
- de l’assister,  à  sa  demande,  sans  se  substituer  à  lui,  dans  la préparation des démarches auprès des autorités, instances, services  ou  personnes  compétentes  (en  les  aidant  à  remplir  des formulaires, en rédigeant un projet de lettre, etc.);
- d’informer le commandement et le personnel en matière de protection médico-sociale et de protection juridique.

Les conditions d'intervention sont scrupuleusement définies. L'action des "CIJAS" devait s'effectuer dans le respect des règles suivantes :
- leur aide est limitée aux actes de la vie privée des soldats ;
- leur rôle est strictement limité à l'information et au conseil ;
- en matière pénale, leur assistance est de manière générale limitée aux infractions de droit commun commises hors service et ne peut concerner que les contraventions de police.

Les actions des "CIJAS" étaient consignées sur un cahier coté et paraphé lequel est visé en principe chaque semaine par le chef de corps une fois par mois. Lors de leur entrée en fonction, le personnel de cette cellule était informé des dispositions relatives au secret professionnel et au devoir de réserve ainsi que des limitations imposées à leur action.
De nombreux avocats ont auparavant été "CIJAS",.
Les "CIJAS" relevaient du domaine de spécialité "réglementation et activités juridiques". La fonction a disparu à la suite de la réduction des effectifs de 2008.